# 暨豔
暨艷（？—224年），字子休，三國孫吳吳郡（今江苏苏州）人。官至尚書，有集三卷。
同郡張溫引薦暨豔與孫權，擔任選曹郎，後官至尚書。暨艷性狷介，好為清議，升遷評定等只看自己喜惡，“贤愚异贯，弹射百僚，核选三署，率皆贬高就下”。陆瑁、陆逊、朱据都曾勸阻他，但暨豔全不接受。黃武三年（224年），暨艷的舉動受到多方憤怨，而且起用曹郎和徐彪結黨以權謀私，全憑自己的憎愛處事，而不是以公理處事，孙权大怒，最終暨豔及同黨徐彪被孫權下令自殺。推舉者張溫也因為受暨艳事件牵连被罢官。